# Shun Nakamura (Fußballspieler, 1994)
Shun Nakamura (japanisch 中村 駿 Nakamura Shun; * 24. Februar 1994 in der Präfektur Chiba) ist ein japanischer Fußballspieler.

## Karriere
Nakamura erlernte das Fußballspielen in der Schulmannschaft der Narashino High School und der Universitätsmannschaft der Komazawa-Universität. Seinen ersten Vertrag unterschrieb er 2016 bei Thespakusatsu Gunma. Der Verein spielte in der zweithöchsten Liga des Landes, der J2 League. Für den Verein absolvierte er 34 Ligaspiele. 2017 wechselte er zum Ligakonkurrenten Montedio Yamagata. Für den Verein aus der Präfektur Yamagata stand er bis Ende 2020 unter Vertrag. 141-mal stand er für Yamagata auf dem Spielfeld. Anfang 2021 wechselte er zu Shonan Bellmare. Der Verein aus Hiratsuka spielte in der ersten Liga, der J1 League. Nach elf Erstligaspielen für Shonan wechselte er im Juli 2021 zum Ligakonkurrenten Avispa Fukuoka. Am 4. November 2023 stand er mit Avispa im Finale des Ligapokals. Hier besiegte man die Urawa Red Diamonds mit 2:1. Nach 52 Erstligaspielen wechselte er im Januar 2024 zum ebenfalls in der ersten Liga spielenden Júbilo Iwata. Am Ende der Saison 2024 belegte er mit Júbilo den 18. Tabellenplatz und musste somit in die zweite Liga absteigen.

## Erfolge
Avispa Fukuoka
- Japanischer Ligapokalsieger: 2023